# 奎霍托亞 (亞利桑那州)
奎霍托亞（英語：Quijotoa）是位於美國亞利桑那州皮馬縣的一個非建制地區。該地的面積和人口皆未知。

## 地理
奎霍托亞的座標為32°07′38″N 112°08′17″W / 32.12722°N 112.13806°W，而該地的平均海拔高度為850米（即2789英尺）。